# Galapagar
Galapagar là một đô thị trong Cộng đồng Madrid, Tây Ban Nha. Đô thị Torrejón de Velasco có diện tích 65 km², dân số theo điều tra năm 2010 của Viện thống kê quốc gia Tây Ban Nha là người. Đô thị Torrejón de Velasco nằm ở khu vực có độ cao 890 mét trên mực nước biển. Các đô thị giáp ranh: Collado Villalba, Colmenarejo, Torrelodones, Las Rozas de Madrid, El Escorial, San Lorenzo de El Escorial, Villanueva del Pardillo, Hoyo de Manzanares, Moralzarzal và Guadarrama.